# Michael Körner (SS-Mitglied)
Michael Körner (* 20. März 1914 in Fürstenhof, Mittelfranken; † 15. Februar 1948 in Workuta) war ein deutscher SS-Obersturmführer und stellvertretender Schutzhaftlagerführer im KZ Sachsenhausen.

## Leben
Zum 1. Dezember 1932 trat er der NSDAP (Mitgliedsnummer 1.262.039) und 1933 der SA bei. Zwei Jahre später wurde er Mitglied der SS. Körner war ab 1943 dritter Schutzhaftlagerführer im Stammlager des KZ Sachsenhausen. Nach Ende des Zweiten Weltkrieges befand sich Körner in sowjetischer Kriegsgefangenschaft. Körner wurde als Kriegsverbrecher mit 15 weiteren Beschuldigten im Sachsenhausen-Prozess wegen der Teilnahme an den Verbrechen im KZ Sachsenhausen vor einem sowjetischen Militärgericht angeklagt. Am 31. Oktober 1947 wurde er für schuldig befunden und zu einer lebenslänglichen Haftstrafe mit der Pflicht zur Zwangsarbeit verurteilt. Anschließend wurde er in das Arbeitslager Workuta des Gulags verbracht, wo er am 15. Februar 1948 umkam.